# RAG1
RAG1‏ (Recombination activating 1) هوَ بروتين يُشَفر بواسطة جين RAG1 في الإنسان.